# 席澤宗
席泽宗（1927年6月9日—2008年12月27日），男，山西垣曲人，中国天文学家、科学史学家、中国科学院院士、中国科学院自然科学史研究所前所长。

## 生平
全面抗战后，随着流亡山西籍贯师生转移至陕西省汉中市洋县，先后就读国立七中（1941年9月21日的日全食引发他对天文学的兴趣与关注），国立西北师范学院附属中学，1947年进入中山大学天文系。毕业后进入中国科学院编译局（科学出版社的前身），担任《科学通报》的编辑。1954年和戴文赛合译了苏联阿米巴楚米扬等人的《理论天体物理学》。
1955年发表《古新星新表》，系統地整理了中國古代的天象观测记录中的新星与超新星资料，引起了广泛的国际关注。1957年中国自然科学史研究室成立，席泽宗任助理研究员。1975年研究室升级为自然科学史研究所后，席泽宗历任古代史研究室主任、研究所所长等职务，他認為，中国战国时期的天文学家甘德在公元前364年已經用肉眼观测到木星的一颗卫星——“木卫三”。2008年12月27日23点50分在北京逝世。

## 荣誉
1991年当选为中国科学院院士。
2007年，小行星85472以他的名字命名（85472 Xizezong）。

## 著作
- 《恒星》商务印书馆（北京）1952.1 ；科普出版社（北京）1958.3 （增订再版）
- 《中国历史上的宇宙理论》人民出版社1975.7 (与郑文光合著) ；
- 《中国天文学简史》天津科学技术出版社 1979.10
- 《中国天文学史》科学出版社 1981年
- 《科学史八讲》（台北）联经出版事业公司 1994.8
- 《中国传统文化里的科学方法》上海科技教育出版社 1999.8  2.3万字
- 《古新星新表与科技史探索》，陕西师范大学出版社，2002.10（自选集）
- 《科学史十论》，復旦大学出版社，2003年